# Cheval de course
Ne doit pas être confondu avec un cheval de sport, qui est utilisé pour la pratique des sports équestres.

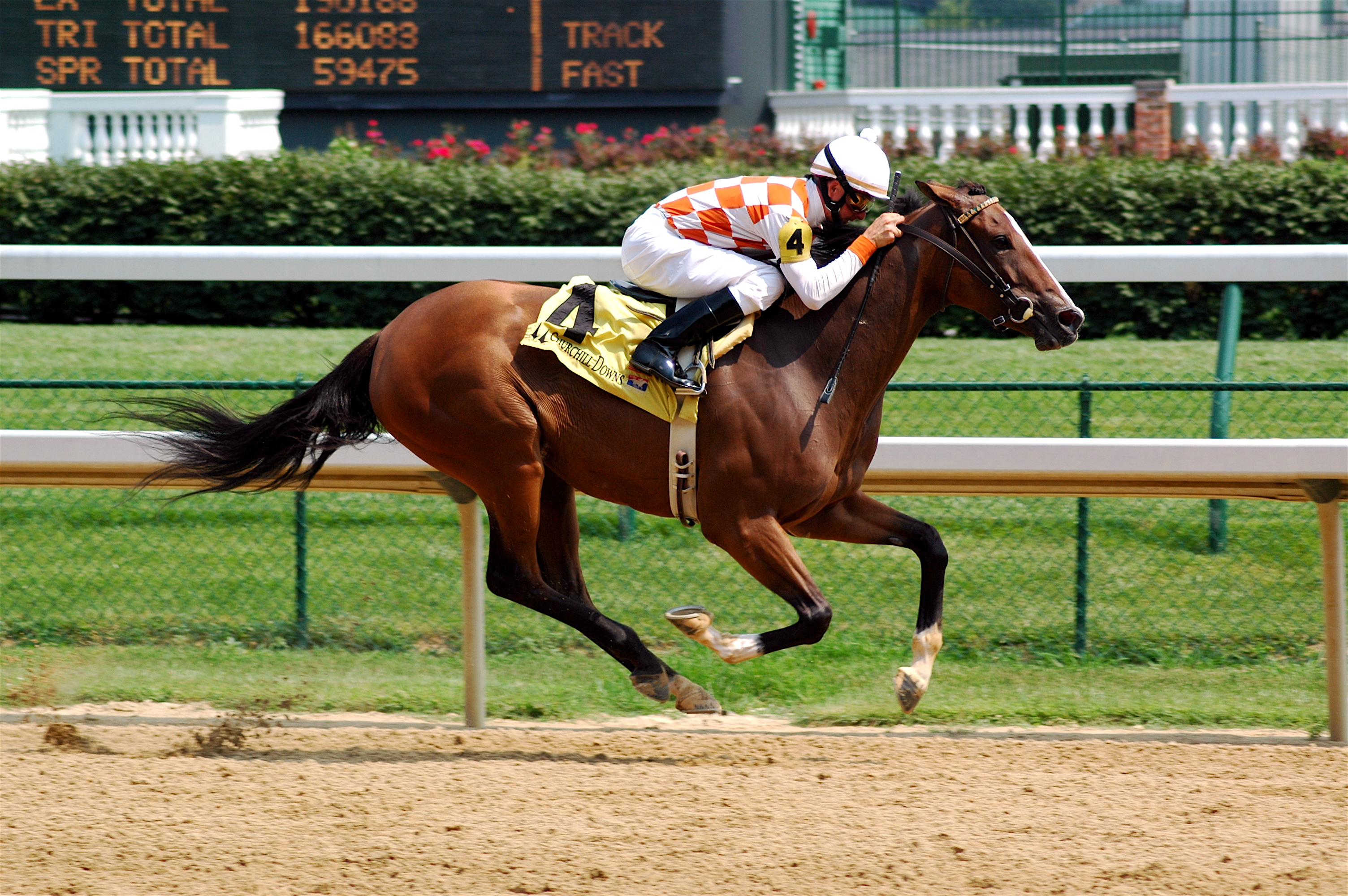
Le Pur-sang est la race de chevaux de course la plus connue. Ici un cheval au galop monté par un jockey à l'hippodrome de Churchill Downs, aux États-Unis.

Un cheval de course est un cheval spécialement entraîné pour le sport hippique. 
Si les courses de plat au galop sont l'apanage presque exclusif d'une race, le Pur-sang, il existe d'autres races comme les AQPS (Autre que Pur-sang) et leur équivalent anglais les non-thoroughbred en plat et à l'obstacle, ainsi que de nombreuses races de trotteurs tels le trotteur français et le trotteur américain, pour les courses de trot.